# أصلة (جنس)
الأصلة أو التنين البري (الاسم العلمي: Python) هو جنس من الثعابين العاصرة غير السامة تتواجد في إفريقيا وآسيا. حتى وقت قريب، تم التعرف على سبعة أنواع فقط. وبعد ذلك تم ترقية ثلاث نويعات إلى أنواع جديدة. تعتبر الأصلة الشبكية التي هي أحد أعضاء هذا جنس من بين أطول أنواع الثعابين والزواحف الموجودة في العالم.